# Most gen. Stefana Grota-Roweckiego

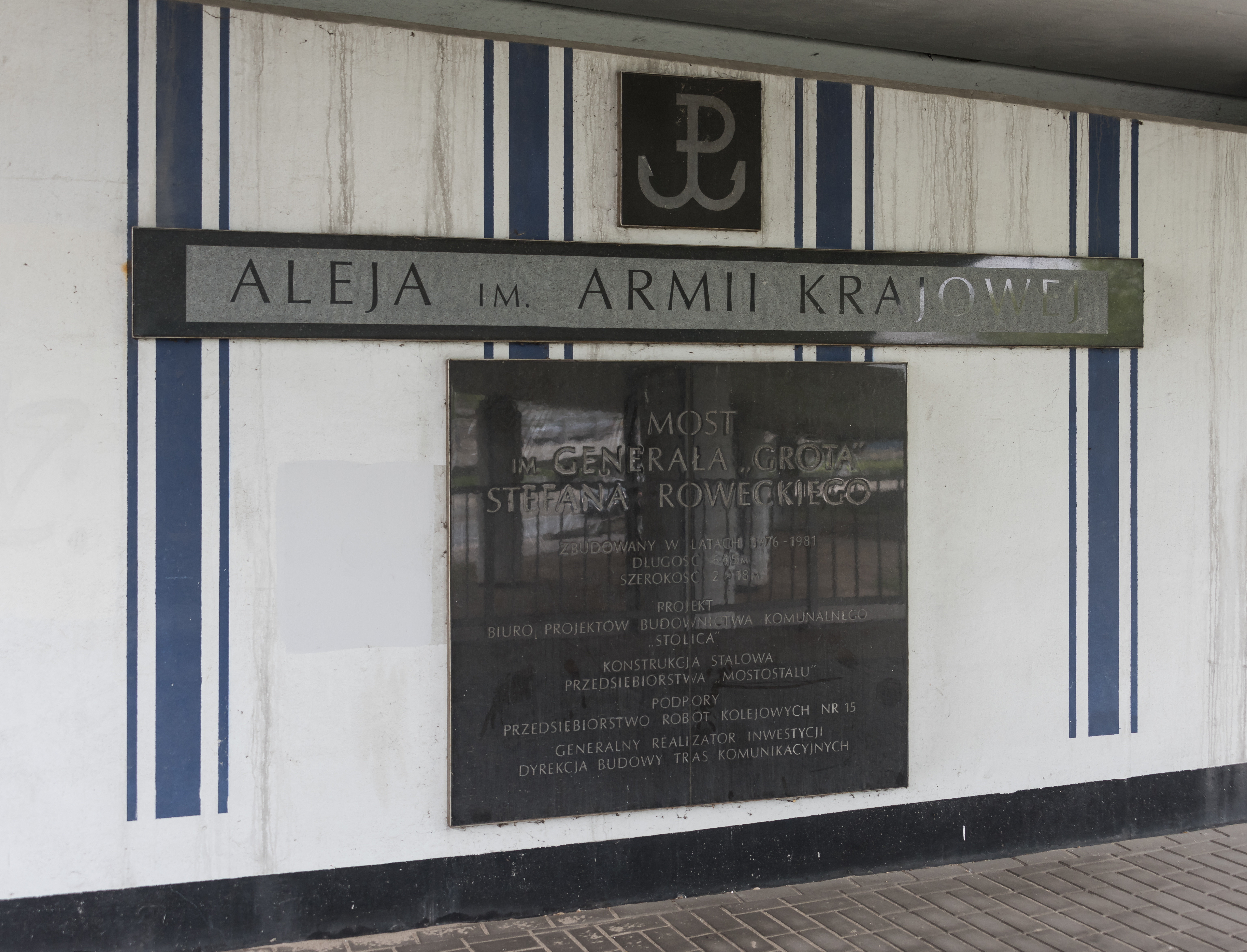
Tablica pamiątkowa

Most gen. Stefana Grota-Roweckiego (pierwotnie most Toruński, zwyczajowo most Grota-Roweckiego lub most Grota) – most na Wiśle w Warszawie. Został zbudowany w latach 1977–1981 jako część Trasy Toruńskiej. Jest częścią ekspresowej obwodnicy Warszawy.

## Opis
Pierwsze projekty mostu powstały w latach 60. XX wieku. Według tych projektów miał być mostem podwieszonym na dwóch pylonach. Projekt został zmieniony ze względu na wysokie koszty budowy takiego mostu. Ostateczny projekt został wykonany przez zespół inżynierów biura projektowego „Stolica” pod kierunkiem Witolda Witkowskiego. Most został zbudowany przez Przedsiębiorstwo Robót Kolejowych nr 15 (przyczółki i podpory) i Mostostal (konstrukcja nośna i montaż). Wbijanie pali pod podporę mostu rozpoczęto we wrześniu 1976 (na przyczółku lewobrzeżnym).
Otwarcie mostu wraz z sąsiednimi węzłami drogowymi dla ruchu 27 listopada 1981 i poświęcenie go 28 listopada 1981 przez bp. Jerzego Modzelewskiego wiązało się z okresem aktywności „Solidarności”. W drodze ustępstw ze strony państwa, most otrzymał imię komendanta głównego Armii Krajowej Stefana Roweckiego „Grota”. Uroczystości poświęcenia mostu stały się masową manifestacją środowisk kombatanckich AK i opozycji demokratycznej.
W 2000 roku przeprawa była częścią ówczesnej drogi krajowej nr 18, łączącej Warszawę z Białymstokiem.
Most Stefana Grota-Roweckiego jest obok mostu Siekierkowskiego jednym z największych mostów Warszawy. Ma 645 m długości. Składa się z dwóch niezależnych konstrukcyjnie części, z których każda ma po pięć pasów ruchu po dwa tranzytowe i trzy lokalne (przed przebudową cztery bez rozdzielenia ruchu tranzytowego i lokalnego).

## Przebudowa dla potrzeb S8

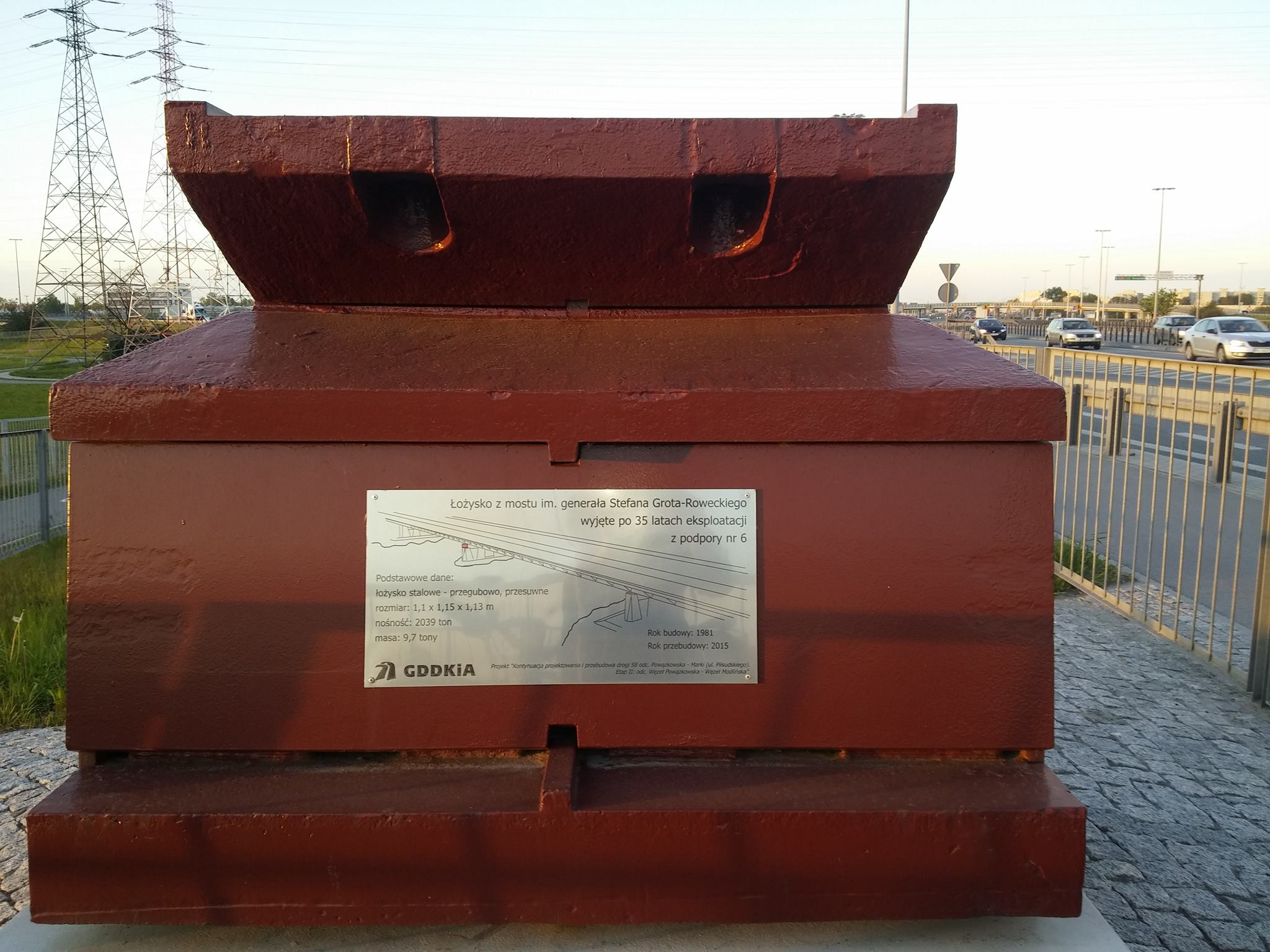
Łożysko zdemontowane z podpory mostu

We wrześniu 2009 roku GDDKiA rozpoczęła przebudowę Trasy Toruńskiej, wraz z mostem, do parametrów drogi ekspresowej, przy jednoczesnym poszerzeniu mostu do dziesięciu pasów ruchu (po pięć w każdą stronę). Inwestycję przebudowy trasy S8 na odcinku między ulicami Powązkowską i Modlińską realizowała czeska spółka Metrostav, natomiast kompleksową przebudowę obiektu podwykonawca – spółka B7. Wzmocnienia i poszerzenia ustroju dokonano według projektu, sporządzonego przez biuro projektowe Mosty Gdańsk i projektanta Adama Nadolnego. W ramach przebudowy most został wzmocniony za pomocą sprężenia zewnętrznego i poszerzony poprzez obcięcie starych i dodanie nowych, wydłużonych wsporników do istniejącej konstrukcji. Po zakończeniu przebudowy oraz wybudowaniu łącznika pomiędzy Konotopą a ulicą Powązkowską, całość trasy weszła w skład drogi S8.
Inwestycja planowana była na lata 2008–2010, jednak problemy miasta z wybudowaniem nowego mostu Północnego spowodowały opóźnienie tej inwestycji z powodu braku dróg alternatywnych w trakcie przebudowy mostu. Ostatecznie została wykonana w latach 2013–2015.
Łożysko zdemontowane podczas remontu mostu w 2015 zostało umieszczone w Pontiseum na terenie Instytutu Badawczego Dróg i Mostów.